# 10 Arietis
10 Arietis este o stea din constelația Berbecul.